# 中棘蜥属
中棘蜥属（学名：Uraniscodon）为嵴尾蜥科的一个属。

## 下属物种
本属包括以下物种：
- Uranoscodon superciliosus (Linnaeus, 1758)